# Tepetitla de Lardizábal
Tepetitla de Lardizábal är en kommun i Mexiko.   Den ligger i delstaten Tlaxcala, i den sydöstra delen av landet, 80 km öster om huvudstaden Mexico City. Antalet invånare är 18 725. Arean är 28,7 kvadratkilometer.
Terrängen i Tepetitla de Lardizábal är en högslätt.
Följande samhällen finns i Tepetitla de Lardizábal:
- Tepetitla
- Guadalupe Victoria